# Instituto Cultural do Cariri
O Instituto Cultural do Cariri - ICC é uma sociedade civil com sede na cidade do Crato e teve sua fundação em 4 de outubro de 1953 e instalação em 18 de outubro de 1953, e tem por finalidade o estudo das Ciências, Letras e Artes em geral e, especialmente da História e Geografia Política do Cariri.

## História
O ICC promove várias ações, entre elas destacam-se: o abrigo de um vasto acervo de documentos e registros históricos que têm como finalidade conservar e salvaguardar a história local; a publicação de uma revista periódica desde o ano de 1953, a revista Itaytera. 
além da conservação ambiental, tendo como norte o Projeto Soldadinho-do-Araripe, incluindo um centro de visitantes e um viveiro de mudas para restauração florestal; além de um memorial sobre o cangaço e várias outras ações promovidas pelos seus sócios.

## Sede
Sua atual sede foi inaugurada em setembro de 2006, na gestão de Manoel Patrício de Aquino e dispõe de um auditório, o Salão de Atos Nílton Melo Almeida, que é disponibilizado para atividades artísticas e culturais, desde que sejam previamente agendadas.

## Publicações
Entidade de fomento e publicação de obras literárias de autores do Cariri cearense por meio da Revista Itaytera de tiragem anual desde 1953.

## Membros
Foram criadas 40 cadeiras no Instituto, a serem preenchidas, com defesa de trabalho sobre os seus patronos, em solenidades públicas da entidade. São destinadas 20 cadeiras à seção de Letras, 5 à de Ciências, 5 à de Folclore e 10 à de Artes.

## Patronos
Os patronos das cadeiras são os cearenses:
| Cadeira | Patrono                            | Sucessores                               |
| 1       | Padre José Antônio Maria Ibiapina  | João Lindemberg de Aquino                |
| 2       | Bruno de Meneses                   | Raimundo de Oliveira Borges              |
| 3       | José Alves de Figueiredo           | Padre Néri Feitosa                       |
| 4       | Alexandre Arraes de Alencar        |                                          |
| 5       | Monsenhor Pedro Esmeraldo da Silva |                                          |
| 6       | Irineu Nogueira Pinheiro           | José Emerson Monteiro Lacerda            |
| 7       | Antonio Barbosa de Freitas         |                                          |
| 8       | Álvaro Bomílcar da Cunha           | José Newton Alves de Sousa               |
| 9       | Dom Francisco de Assis Pires       | Monsehor Francisco de Holanda Montenegro |
| 10      | Padre Emídio Leite Cabral          | José Humberto Tavares de Oliveira        |
| 11      | Raimundo Gomes de Matos            |                                          |
| 12      | Leandro Bezerra Monteiro           | Antônio Araújo Ribeiro                   |
| 13      | Otacílio Sampaio de Macêdo         | Hugo de Melo Rodrigues                   |
| 14      | Manoel Rodrigues Monteiro          | F.S. Nascimento                          |
| 15      | Leandro Chaves de Melo Ratisbona   |                                          |
| 16      | Padre Francisco de Assis Pita      | Aécio Feitosa                            |
| 17      | João Brígido dos Santos            | Francisco José (jornalista)              |
| 18      | Raimundo de Monte Arraes           |                                          |
| 19      | José Alves de Figueiredo Filho     | Wellington Alves de Sousa                |
| 20      | José Martiniano de Alencar         |                                          |
| 21      | Monsenhor Pedro Rocha de Oliveira  | Padre Antônio Batista Vieira             |
| 22      | Barreto Sampaio                    | Napoleão Tavares Neves                   |